# Viljem III. Egmontski
Viljem III.  (* ok. 1271; † 2. julij ali 3. julij 1312) je bil plemič iz rodu gospodov Egmontski, ki je bil gospod gospostva Egmonda.

## Življenje
Bil je najstarejši sin Gerarda II. Egmontskega († 1300) in njegove žene Elizabete Strijenske († 1297), hčere Viljema Strijenskega († 1285) in (Elizabete?) Ledeške († ok. 1253). Je vnuk Viljema II. Egmontskega († 1304) in Ade († 1297). Viljem III. je nasledil svojega deda leta 1304 in leta 1312 umrl brez otrok. Nasledil ga je njegov brat Valter II. Egmontski († 1321). Viljem III. se je poročil z Margareto Blankenheimsko († 27. junij 1312), hčerko Gerharda V. Blankenheimskega († 1309) in Irmezinde Luksemburške († 1308). Zakonca nista imela otrok.